# 게일릭 핸드볼

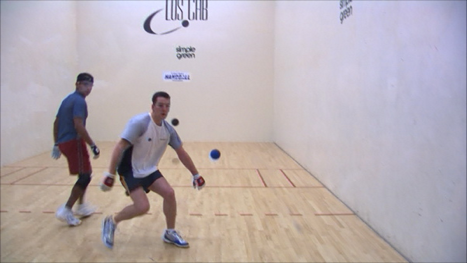
2명의 남성이 핸드볼을 즐기고 있다

게일릭 핸드볼(Gaelic handball, 아일랜드에서는 간단히 "핸드볼"로 호칭, 아일랜드어: liathróid láimhe)은 선수들이 벽에 손이나 주먹으로 공을 쳐서 상대방이 돌아올 수 없는 슛을 하는 스포츠이다. 2명(단식) 또는 4명(복식)으로 플레이할 수 있다. 아일랜드에서 인기 있는 이 스포츠는 아메리칸 핸드볼, 웰시 핸드볼, 파이브즈, 바스크 펠로타, 발렌시아 프론토와 유사하며 라켓볼이나 스쿼시와 더 유사하다. 게일체육협회(GAA)가 주최하는 4개의 게일릭 게임 중 하나이다. GAA의 자회사인 GAA 핸드볼이 스포츠를 관리하고 홍보한다.

## 같이 보기
- 펠로타